# Église Notre-Dame-de-Lourdes de Rilán
L'église Notre-Dame-de-Lourdes est une église catholique romaine située à Rilán, dans l'archipel de Chiloé au Chili.

## Dédicace
L'église est dédiée à Notre-Dame de Lourdes. En espagnol, elle s'intitule iglesia Santa María.

## Caractéristiques
L'église est construite à Rilán,.
L'édifice est une construction en bois.

## Historique
L'église est répertoriée sur la liste des édifices en danger du Fonds mondial pour les monuments en 1996.
En 2000, avec 15 autres églises de l'archipel, l'édifice est inscrit au Patrimoine mondial par l'UNESCO.